# Frédérick Haas
Pour les articles homonymes, voir Haas.
Frédérick Haas, né le 10 octobre 1969 à Quimper, est un claveciniste français.

## Biographie
Il étudie auprès de plusieurs professeurs, et reçoit des diplômes de soliste au conservatoire d’Amsterdam et au Conservatoire royal de Bruxelles, ainsi qu’une licence de musicologie à la Sorbonne. Il étudie également l’orgue avec André Isoir.
Frédérick Haas a participé aux concerts et enregistrements de plusieurs ensembles de musique ancienne, notamment : Cantates de J. S. Bach avec Andreas Scholl et Philippe Herreweghe, Sonates de D. Scarlatti. Il se produit dans toute l’Europe, en soliste, avec la violoniste Mira Glodeanu, ou à la tête de l’Ensemble Ausonia (Festival d’Ambronay, Festival baroque de Pontoise, Société philharmonique de Bruxelles, Concertgebouw d'Amsterdam, « Festival des académies musicales de Saintes », festival de Cordes, Castello Sforzesco di Milano, Château d’Assas, Festival Bach de Bucarest, Concerts parisiens, Printemps des arts de Nantes, Festival Brezice Ljubljana, International early music Festival Saint Petersbourg…)
Frédérick Haas dirige l’ensemble de musique baroque Ausonia qu'il a fondé en 1998 avec Mira Glodeanu.
Il est professeur de clavecin au Conservatoire royal de Bruxelles. Il enseigne régulièrement en master classes : en Allemagne, Italie, France, Angleterre, Belgique ou Roumanie.
Il détient en France un clavecin Jean-Henri Hemsch de 1751, instrument classé au titre des monuments historiques en 1995 Il détient également un clavecin cordé en boyau Augusto Bonza (modèle vers 1600, 1999), et un pianoforte Ferdinand Hofmann (Vienne, 1785-1790).

## Discographie

### en soliste
- 1996 : J. H. d’Anglebert, Suites pour le clavecin, sur clavecin Hemsch de 1751. (éditions Calliope, réédité en 2006)
- 1997 : J. Ph. Rameau, L'œuvre de clavecin, Livres 1 & 2, sur clavecin Hemsch. (éditions Calliope)
- 1999 : J. Ph. Rameau, L'œuvre de clavecin, Nouvelles Suites de Pièces de Clavecin (1728), sur clavecin Hemsch. (éditions Calliope)
- 2000 : J. S. Bach, Suites anglaises Nos 3, 4 & 5, sur clavecin Hemsch (éditions Calliope)
- 2002 : D. Scarlatti, 21 sonates de la maturité, sur clavecin anonyme du château d'Assas. (éditions Calliope)
- 2008 : François Couperin Pièces de clavecin des Livres I & II, sur clavecin Henri Hemsch  (Alpha 136)
- 2010 : François Couperin, pièces de clavecin des Livres III et IV (Alpha)
- 2012 : J. S. Bach, Variations Goldberg (La Dolce Volta)

### avec Ausonia
- 2004 : F. Francœur, Amans voulez-vous être heureux?, avec Ausonia. (Alpha production)
- 2006 : J. S. Bach, Clavier Sonaten mit obligater Violine, avec Mira Glodeanu, sur clavecin Hemsch de 1751. (Ambronay éditions, avec le soutien de l'institut culturel roumain)
- 2007 : F. Francœur, Zélindor, Roi des Sylphes, avec Ausonia, CD nr 10 du coffret "200 Ans de musique à Versailles". (Musique du Baroque Français)
- 2009 : Jean-Philippe Rameau, Que les mortels servent de modèle aux dieux… Alpha.

## Publications
- Mémoires de R., Elzévir, 198 p., 2008  (ISBN 978-2811400255)
- Musique baroque ?, Paris, Les Belles Lettres, coll. Essais, 392 p., 2025  (ISBN 978-2251456850)